# Martín Tovar y Tovar
Martín Tovar y Tovar (Caracas, 10 de febrero de 1827-Caracas, 17 de diciembre de 1902) fue uno de los más importantes pintores venezolanos del siglo xix, destacando principalmente en los géneros del retrato y de la pintura histórica.

## Biografía

### Infancia, primeros estudios y tempranas incursiones en el medio artístico
Hijo de Antonio María Tovar, un oficial español retirado tras haber sido herido de bala durante la Guerra de Independencia, y de la caraqueña Damiana Tovar Liendo. Sus padres se residenciaron primero en Puerto Rico, pero poco antes de su nacimiento, regresan a Venezuela.
Recibe sus primeras lecciones de pintura de forma particular por parte de Celestino Martínez. Luego estudió en la Academia de Dibujo con Antonio José Carranza y en el Colegio de La Paz con Carmelo Fernández.
En 1844 adquiere, en sociedad con Carmelo Fernández, Rafael Meneses y Pedro Correa, la litografía de los alemanes Johann Heinrich Müller y Wilhelm Stapler, con lo cual se convierte en uno de los pioneros venezolanos del arte litográfico.

### Primeros viajes a Europa
En 1850 viaja a Madrid en donde se matricula en la  Real Academia de Bellas Artes de San Fernando, cursando estudios con José de Madrazo y Federico Madrazo, entre otros. En 1852 se traslada a París, allí estudia en el taller de Léon Cogniet. En 1855 regresa a Venezuela, pero al año siguiente vuelve a viajar a París con el encargo de copiar cuadros de los mejores artistas para luego formar un Museo Nacional en Caracas. Pero este proyecto nunca se realizó por falta de fondos. Los retratos se convierten en su principal área de trabajo durante este tiempo.

### Paréntesis venezolano
Entre 1857 y 1859 se encuentra en Caracas, dirigiendo la cátedra de dibujo natural y topográfico en el Colegio de Roscio. En 1862 el gobierno venezolano incluye dos obras de Tovar y Tovar en la muestra que participa en la Exposición Universal de Londres: Llaneros de Venezuela y Estudio de un mulato ebrio. Nuevamente en Caracas, en 1865, funda la Fotografía Artística de Martín Tovar y Tovar, a la cual se asociará poco después José Antonio Salas. De esta forma, Tovar y Tovar se convierte en uno de los pioneros de la fotografía en Venezuela. En 1867 participa en la Exposición Universal Internacional de París, en la cual obtiene una medalla de oro. En 1869 se convierte en el director de la Academia de Bellas Artes de Caracas. En 1872 participa en dos importantes exposiciones: en la Primera exposición anual de bellas artes venezolanas organizada por James Mudie Spence y Anton Goering en el Café del Ávila (Caracas) y en la Exposición internacional anual de obras selectas de bellas artes y arte industrial e inventos científicos en Londres.

### Los grandes encargos

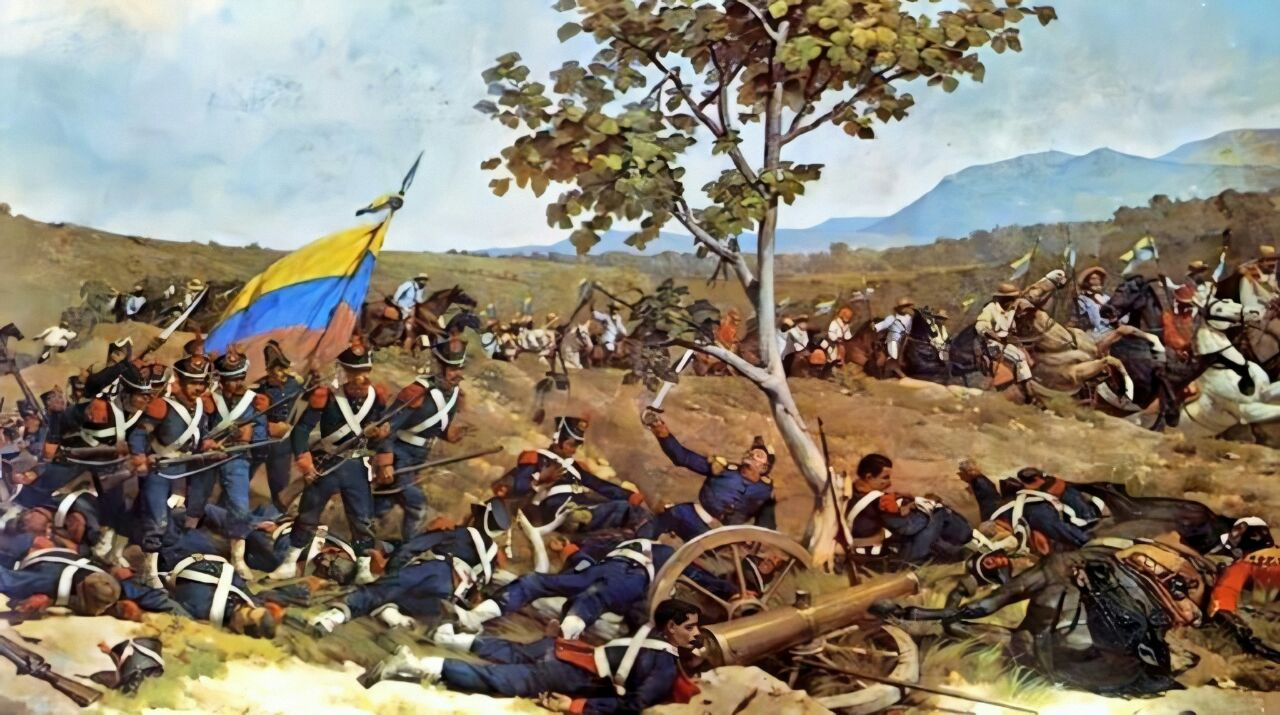
Batalla de Carabobo, obra de Tovar y Tovar.

En 1873 Tovar y Tovar firma su primer gran encargo: la realización de 30 retratos de los próceres de la Independencia y otras personalidades de la vida republicana para el Salón Elíptico del Palacio Federal Legislativo. El pintor se marcha a París para ejecutar el encargo, el cual concluye y entrega en 1875. A este trabajo siguen diversas participaciones en  muestras francesas, tales como la Exposición Universal Internacional de París (1878) y el Salón de Artistas Franceses (1881).
En 1881 recibe un nuevo encargo del gobierno de Antonio Guzmán Blanco: La firma del Acta de la Independencia  para el Salón de Sesiones del Consejo Municipal de Caracas. La obra es presentada en 1883 en la Exposición Nacional de Venezuela, por lo cual recibe una medalla de oro. El éxito obtenido le valen nuevas encomiendas: la representación de las Batallas de Carabobo, Boyacá y Junín para el cielo raso del Salón Elíptico en el Palacio Federal Legislativo, la Batalla de Ayacucho para la Cámara del Senado, y el Tratado de Coche para la Cámara de Diputados. En 1885 parte a Francia para ejecutar en su taller de París las obras encargadas, de las cuales sólo puede concluir la Batalla de Carabobo (1887), la Batalla de Boyacá (1895), la Batalla de Junín (1895) y el Tratado de Coche. La Batalla de Ayacucho solo concluyó un boceto, el cuadro fue finalmente pintado por  Antonio Herrera Toro en 1906.
Para la representación de la Batalla de Carabobo selecciona tres episodios básicos: Simón Bolívar con su Estado mayor dirigiendo las acciones desde el cerro Buenavista y la entrada de la Legión Británica, la muerte de Ambrosio Plaza y Manuel Cedeño, y la carga de los Lanceros de Apure dirigidos por José Antonio Páez. Las tropas realistas derrotadas son ubicadas al fondo de la composición. La enorme pintura fue realizada con la técnica marouflage, que consiste en pintar al óleo sobre lienzos que luego son adheridos a los muros, esto le permitió aprovechar totalmente la superficie cóncava de base elíptica de la cúpula. La obra tiene una medida total de 458 m². El artista supervisó personalmente la instalación de las telas, que fueron recortadas hasta ajustarlas a la forma de la cúpula. Para la instalación se contrató a la empresa francesa A. Binant de París, que trasladó obreros especializados, herramientas y materiales. Su inauguración se produjo el 28 de octubre de 1888, bajo la presidencia de Juan Pablo Rojas Paúl.

### El interés por el paisaje
A partir de 1890 Martín Tovar y Tovar se interesó por el género del paisaje, especialmente por el litoral de Macuto, por lo cual se considera que su obra sirve de enlace entre el paisajismo de los artistas viajeros y la producción del Círculo de Bellas Artes. En 1901 se desprende del techo del Salón Elíptico el lienzo de la Batalla de Junín, el pintor delega la restauración de la obra en el pintor Antonio Herrera Toro, quien lo repone usando como modelos los bocetos del artista. 
Martín Tovar y Tovar muere en Caracas, el 17 de diciembre de 1902 a la edad de 75 años.

## Misceláneas
En la localidad de San Antonio de los Altos del estado Miranda se encuentra un liceo que lleva su nombre: U. E. P. Martín Tovar y Tovar teniendo como lema "formando líderes para el futuro."
En 1976 se realiza un intercambio entre el Congreso Nacional y el Consejo Municipal de Caracas, de las obras de Juan Lovera y Martín Tovar y Tovar sobre el 5 de julio de 1811. La obra de Lovera pintada en 1837 pertenecía al Palacio Federal Legislativo y se sustituyó por la pintura de Tovar y Tovar, que se ubicó en el Salón Elíptico.
En 1983 sus restos fueron trasladados al Panteón Nacional. 

## Catálogo de obras

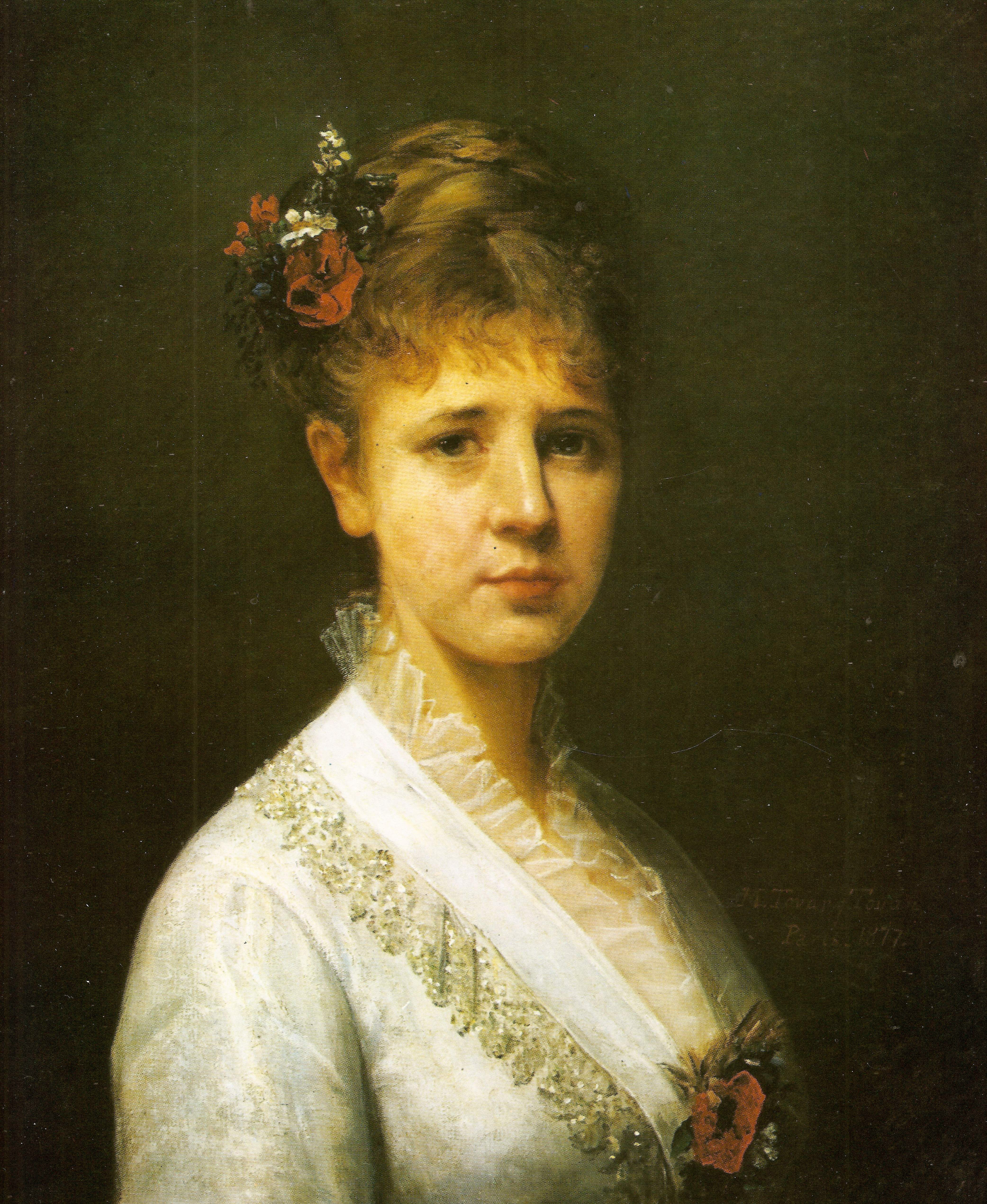
Juana Verrue, 1877. Óleo sobre tela, 65.5 x 54.5 cm, Galería de Arte Nacional, Caracas

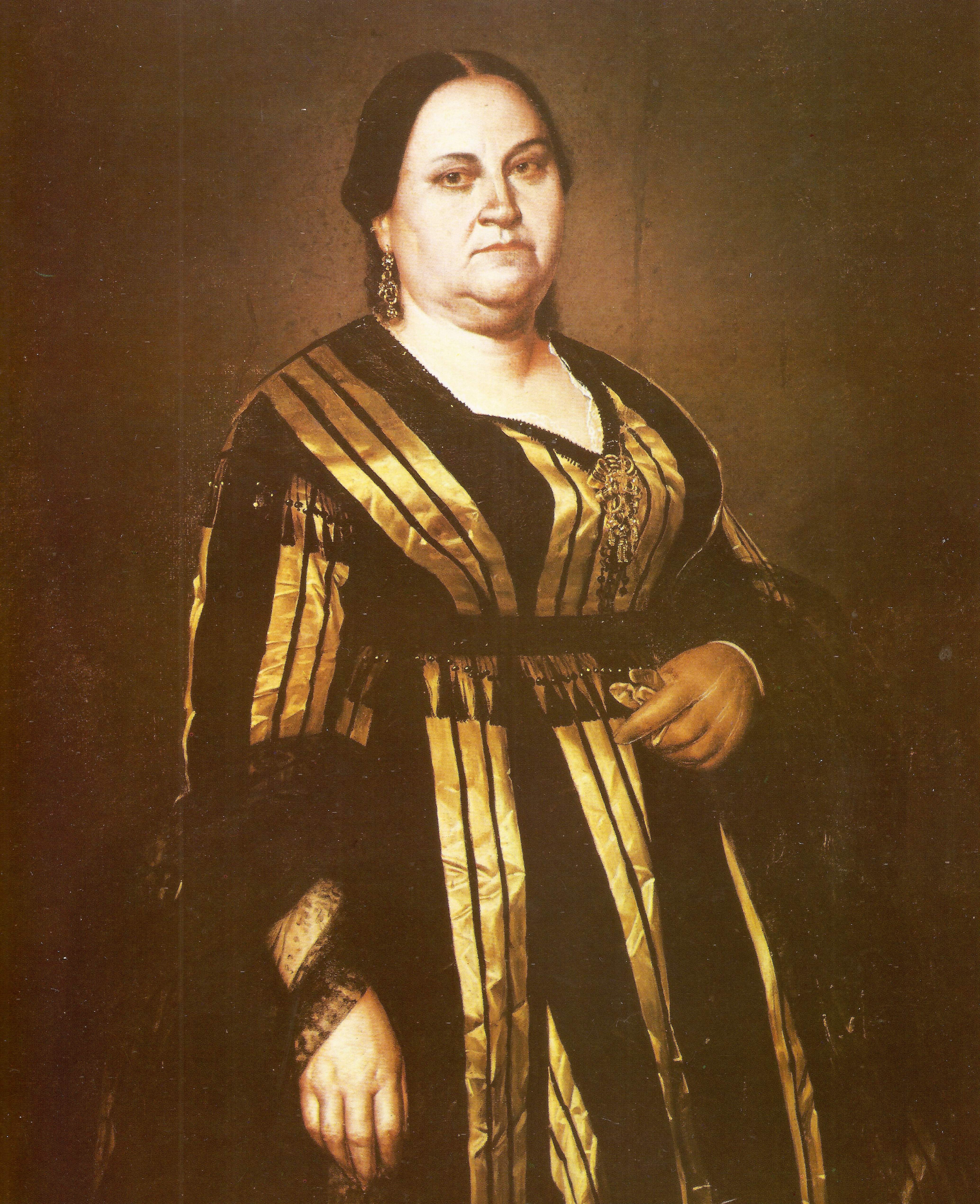
Retrato de Carlota Blanco de Guzmán. Óleo sobre tela, 160 x 82 cm, Galería de Arte Nacional, Caracas

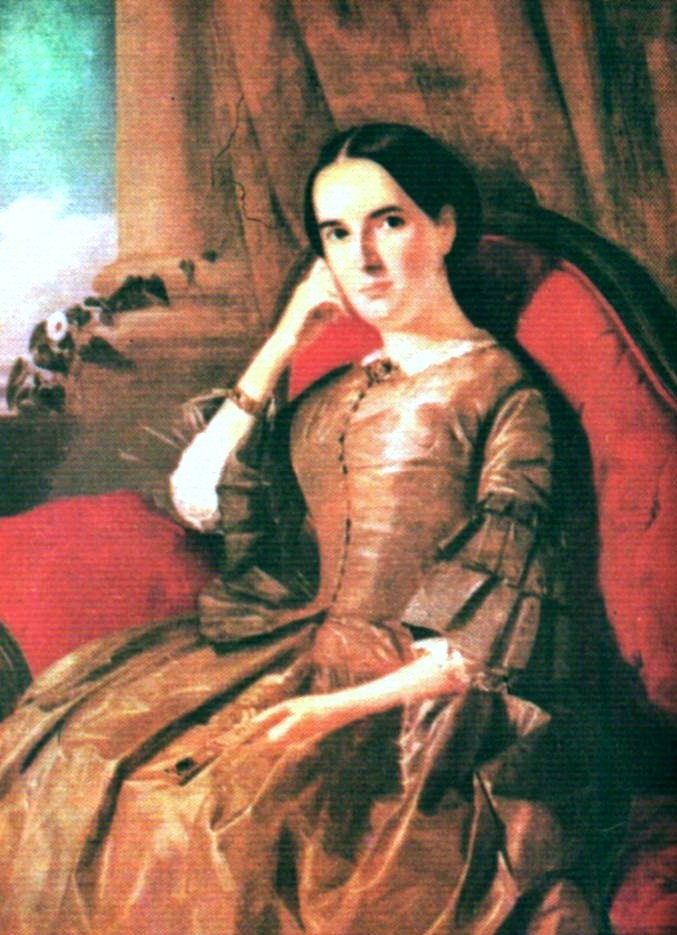
Retrato de Anita Tovar de Zuluaga. Óleo/tela. Colección particular.

- Retrato de Anita Tovar de Zuloaga, 1858
- Retrato del general Manuel Vicente de las Casas, 1861 (Colección Galería de Arte Nacional, Caracas)
- Llaneros de Venezuela, 1862
- Estudio de un mulato ebrio, 1862
- Retrato de Soledad de Rojas, 1867
- Retrato de Carlota Blanco de Guzmán, 1867
- Estudio del natural, 1872
- Retrato de Isaac J. Pardo, 1872
- Retrato de Antonio Guzmán Blanco, 1875 (Palacio Federal Legislativo, Caracas)
- Retrato del Coronel Juan José Quintero, 1875

- Retrato de Luis Delpech Montilla, 1870
- Retrato de Juana Verrué, 1877 (Colección Galería de Arte Nacional, Caracas)
- Cabeza de una anciana, 1878
- Retrato de Ambrosio Plaza, 1878 (Colección Galería de Arte Nacional, Caracas)
- Retrato de Antonio Guzmán Blanco, 1880 (Colección Galería de Arte Nacional, Caracas)
- Tipos italianos, 1883
- El puerto de La Guaira, 1883
- La firma del Acta de la Independencia, 1883 (Palacio Federal Legislativo, Caracas)
- Batalla de Carabobo, (1887) (Palacio Federal Legislativo, Caracas)
- Vista de Caracas desde Gamboa, 1891
- Batalla de Boyacá, 1895 (Palacio Federal Legislativo, Caracas)
- Batalla de Junín, 1895 (Palacio Federal Legislativo, Caracas)
- La muerte de Ambrosio Plaza, 1896
- Retrato de Agustín Aveledo, 1896
- Retrato de Santiago Machado, 1896
- Retrato de Juan E. Linares, 1896
- Retrato de Calixto González, 1896
- Retrato de Joaquín Crespo, 1896
- Retrato de Jacinta de Crespo, 1896
- El Ávila desde Gamboa, 1896

- Macuto, 1898
- El Tratado de Coche, 1903 (paradero desconocido)